# Rumex nivalis
Rumex nivalis là một loài thực vật có hoa trong họ Rau răm. Loài này được Hegetschw. miêu tả khoa học đầu tiên năm 1839.